# サコタッシュ

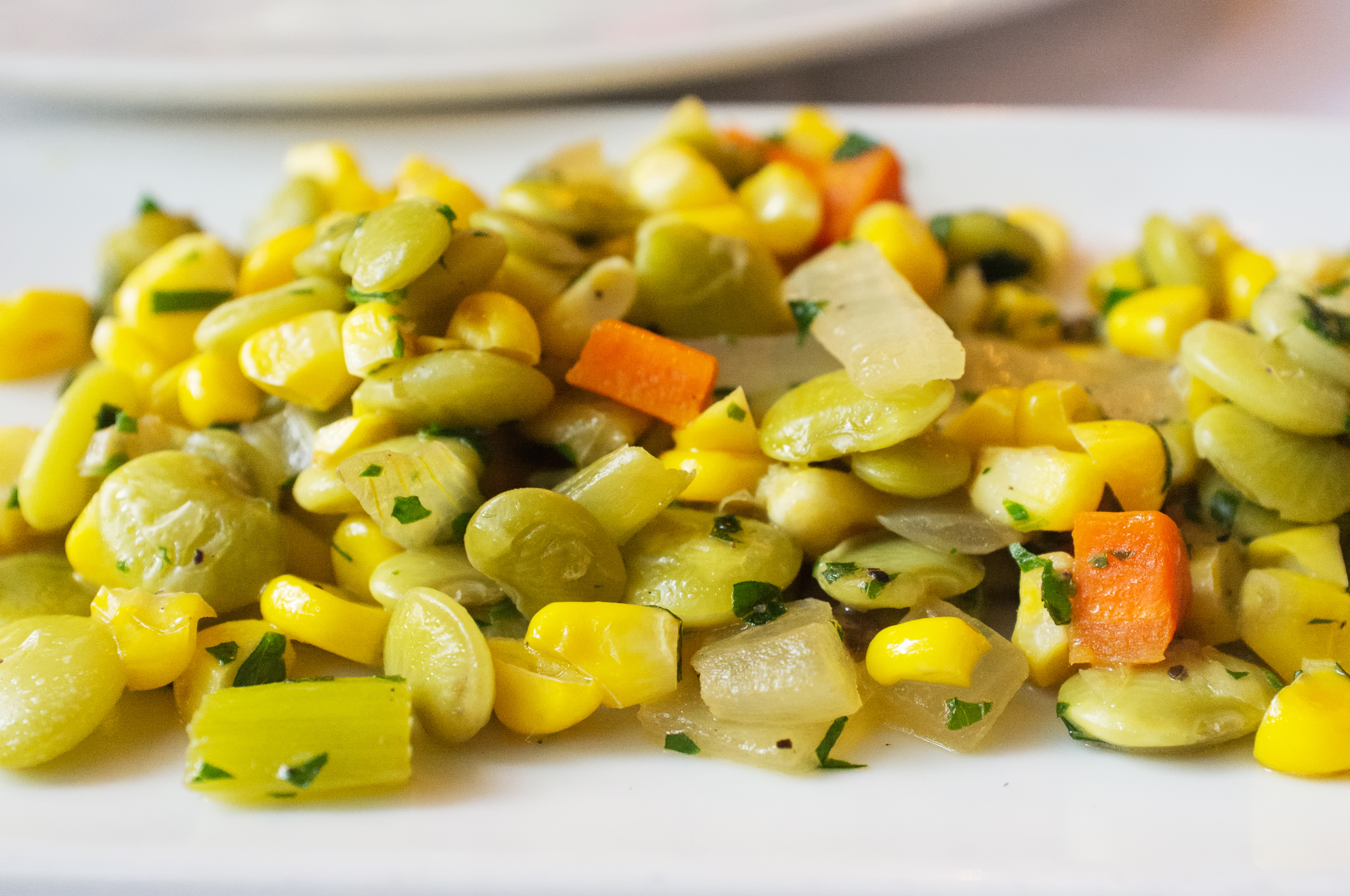
トウモロコシ、ライマメ、ニンジンその他の野菜で作ったサコタッシュ

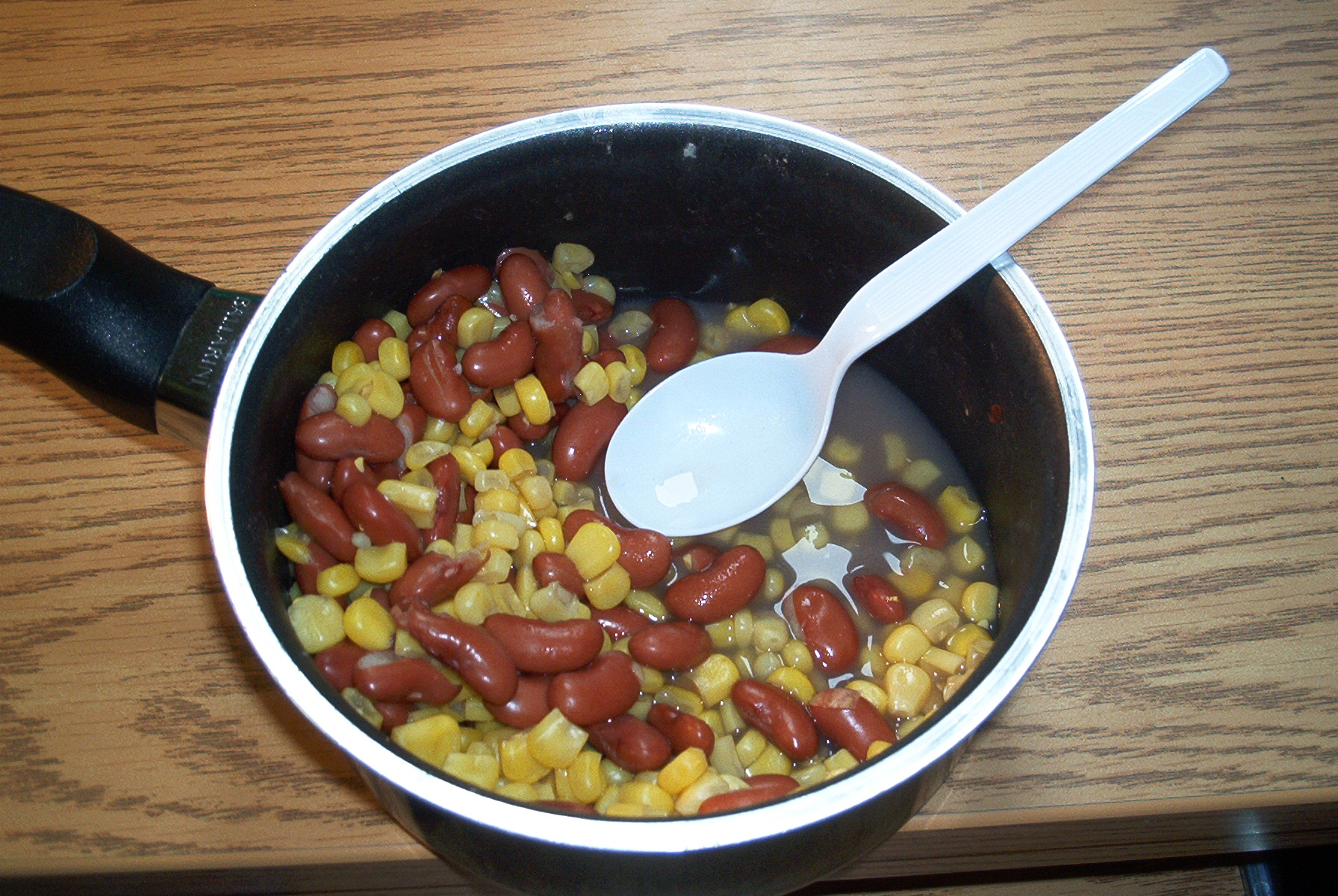
インゲンマメと調理したサコタッシュ

サコタッシュ（英: Succotash、 ナラガンセット語sohquttahhash に由来）は、「砕いたトウモロコシの穀粒」を意味し 、スイートコーンを主としてライマメや他の豆を合わせて作る料理である。コーンビーフ、じゃがいも、蕪、塩蔵した豚肉、トマトやパプリカ、オクラなどの材料を加えることもある 。豆果に穀物を足すことで、すべての必須アミノ酸が豊富な料理となる。食材が比較的安価で手に入れやすかったため、アメリカ合衆国において大恐慌の間に普及した。ときに伝統的なポットパイのように上に軽いパイ生地をのせて、キャセロールで調理されることもある。

## 歴史
サコタッシュというシチューの仲間には長い歴史があり、17世紀、アメリカ先住民から入植者に伝わった。食材は当時のヨーロッパではまだ知られておらず、徐々にニューイングランド地方の郷土料理として定着していくと、やがてペンシルベニアやニューイングランド地方において、感謝祭のお祝いの伝統的な料理として供された。主な材料として用いられるトウモロコシ、ライマメ、トマト、トウガラシはいずれも新大陸の食材である。

## レシピと調理法
アメリカ南部の一部では、ありあわせの野菜を混ぜて炒めたものにライマメを加え、ラードやバターで覆った料理がサコタッシュと呼ばれている。
キャサリン・ビーチャーが19世紀にまとめた調理法に、干した豆とトウモロコシの穂軸をひと鍋でゆでる料理がある。とうもろこしは途中で取り出し、豆を茹で続けて軟らかくなったところに、軸から外しておいたトウモロコシの穀果を加える。このシチューの仕上げに小麦粉でとろみをつける。豆とトウモロコシの比率は1対2。
ヘンリー・ウォード・ビーチャーが『Western Farmer and Gardner』誌に寄せたレシピ（1846年）では塩漬けの豚肉を加え「これは欠かせない」と書き添えた。

## トリビア
「Sufferin' succotash」は『ルーニー・テューンズ』のキャラクター達、特にシルベスター・キャットによって使われるキャッチフレーズである。
ハービー・ハンコックの1963年のアルバム『Inventions and Dimensions』の最初の曲は「Succotash」という曲名である。ディー・ライトによる曲「Groove Is in the Heart」（1990年）に〈My supper dish, my succotash wish〉という一節がある。エイリアンアントファームのアルバム『Anthology』（2001年）に〈Make a wish, make a succotash wish〉という一節があり、その曲はこのバンドが最初に作り演奏した曲で、EP盤『$100』にも収録された。